# 잘못했어
《잘못했어》는 대한민국의 4인조 남성 그룹 2AM의 스페셜 음반이다.

## 수록곡
- 1. Prologue
  2. 잘못했어
  3. 어떡하죠
  4. 아니라기에
  5. 일단 돌아서지만
  6. LoST
  7. 죽어도 못 보내
  8. 웃어 줄 수 없어서 미안하다
  9. I Love You (Feat. 백찬, 주희 Of 에이트)
  10. 그녀에게 (Feat. 찬성 Of 2PM)
  11. Epilogue (웃는다)